# Independent Spirit Awards 2005
Die 20. Verleihung der Independent Spirit Awards fand am 26. Februar 2005 statt und wurde von Samuel L. Jackson moderiert.

## Zusammenfassung
Der Film des Jahres wurde Alexander Paynes Komödie Sideways mit sechs Awards. Der Film verwies Joshua Marstons Debütfilm Maria voll der Gnade (Maria Full of Grace) (zwei Awards, drei Nominierungen), Bill Condons Biographie Kinsey (vier Nominierungen, kein Award) und Walter Salles’ Che-Guevara-Film Die Reise des jungen Che (Diarios de motocicleta) (zwei Awards, eine Nominierung) auf die Plätze. Wie bei den Oscars wurden auch bei den Spirit Awards die Dokumentation Im Bordell geboren – Kinder im Rotlichtviertel von Kalkutta (Born Into Brothels: Calcutta’s Red Light Kids) und der ausländische Film Das Meer in mir (Mar adentro) ausgezeichnet.

## Gewinner und Nominierte

### Bester Film
Sideways – Michael London
Kinsey – Gail Mutrux
Maria voll der Gnade (Maria Full of Grace) – Paul Mezey
How to Get the Man’s Foot Outta Your Ass – Mario Van Peebles
Primer – Shane Carruth

### Bester Debütfilm
Garden State – Zach Braff, Pamela Abdy, Gary Gilbert, Dan Halsted, Richard Klubeck
Brother to Brother – Rodney Evans, Jim McKay, Isen Robbins, Aimee Schoof
Napoleon Dynamite – Jared Hess, Jeremy Coon, Sean Covel, Chris Wyatt
Saints and Soldiers – Ryan Little, Adam Abel
The Woodsman – Nicole Kassell, Lee Daniels

### Beste Dokumentation
Metallica: Some Kind of Monster – Joe Berlinger, Bruce Sinofsky
Bright Leaves – Ross McElwee
Chisholm '72: Unbought & Unbossed – Shola Lynch
Hiding and Seeking: Faith and Tolerance After the Holocaust – Menachem Daum, Oren Rudavsky
Tarnation – Jonathan Caouette

### Bester Hauptdarsteller
Paul Giamatti – Sideways
Kevin Bacon – The Woodsman
Jeff Bridges – The Door in the Floor
Jamie Foxx – Redemption: The Stan Tookie Williams Story
Liam Neeson – Kinsey

### Beste Hauptdarstellerin
Catalina Sandino Moreno – Maria voll der Gnade (Maria Full of Grace)
Kimberly Elise – Woman Thou Art Loosed
Vera Farmiga – Down to the Bone
Judy Marte – On the Outs
Kyra Sedgwick – Cavedweller

### Bester Nebendarsteller
Thomas Haden Church – Sideways
Jon Gries – Napoleon Dynamite
Aidan Quinn – Cavedweller
Roger Robinson – Brother to Brother
Peter Sarsgaard – Kinsey

### Beste Nebendarstellerin
Virginia Madsen – Sideways
Cate Blanchett – Coffee and Cigarettes
Loretta Devine – Woman Thou Art Loosed
Robin Simmons – Robbing Peter
Yenny Paola Vega – Maria voll der Gnade (Maria Full of Grace)

### Bestes Leinwanddebüt
Rodrigo de la Serna – Die Reise des jungen Che (Diarios de motocicleta)
Anthony Mackie – Brother to Brother
Louie Olivos Jr. – Robbing Peter
Hannah Pilkes – The Woodsman
David Sullivan – Primer

### Beste Regie
Alexander Payne – Sideways
Shane Carruth – Primer
Joshua Marston – Maria voll der Gnade (Maria Full of Grace)
Walter Salles – Die Reise des jungen Che (Diarios de motocicleta)
Mario Van Peebles – How to Get the Man’s Foot Outta Your Ass

### Bestes Drehbuch
Alexander Payne, Jim Taylor – Sideways
Bill Condon – Kinsey
Richard Linklater, Julie Delpy, Ethan Hawke – Before Sunset
Mario Van Peebles, Dennis Haggerty – How to Get the Man’s Foot Outta Your Ass
Tod Williams – The Door in the Floor

### Bestes Drehbuchdebüt
Joshua Marston – Maria voll der Gnade (Maria Full of Grace)
Zach Braff – Garden State
Shane Carruth – Primer
Rodney Evans – Brother to Brother
Mario F. de la Vega – Robbing Peter

### Beste Kamera
Éric Gautier – Die Reise des jungen Che (Diarios de motocicleta)
Maryse Alberti – We Don’t Live Here Anymore
David Greene – Redemption: The Stan Tookie Williams Story
Ryan Little – Saints and Soldiers
Tim Orr – Dandelion

### John Cassavetes Award
Jacob Aaron Estes, Susan Johnson, Rick Rosenthal, Hagai Shaham – Mean Creek
Debra Granik, Richard Lieske, Susan Leber, Anne Rosellini – Down to the Bone
Lori Silverbush, Michael Skolnik – On the Outs
Ferenc Tóth, Sean Bachrodt, Seth Eisman, Chachi Senior – Unknown Soldier
Mario F. de la Vega, T. Todd Flinchum, Lisa Y. Garibay – Robbing Peter

### Producers Award
Gina Kwon – The Good Girl, Me and You and Everyone We Know und The Motel
Sean Covel, Chris Wyatt – Napoleon Dynamite und Think Tank
Danielle Renfrew – November und Groove

### Truer Than Fiction Award
Zana Briski, Ross Kauffman – Im Bordell geboren – Kinder im Rotlichtviertel von Kalkutta (Born Into Brothels: Calcutta’s Red Light Kids)
Shola Lynch – Chisholm '72: Unbought & Unbossed
Jehane Noujaim – Control Room
Carlos Sandoval, Catherine Tambini – Farmingville

### Bester ausländischer Film
Das Meer in mir (Mar adentro) – Alejandro Amenábar
La mala educación – Schlechte Erziehung (La mala educación) – Pedro Almodóvar
Oasis – Lee Chang-dong
Schlusslichter (Feux rouges) – Cédric Kahn
Eine Frau namens Yesterday (Yesterday) – Darrell Roodt

### Someone to Watch Award
Jem Cohen – Chain
Bryan Poyser – Dear Pillow
Jennifer Reeves – The Time We Killed

### Special Distinction Award
Rory Culkin, Ryan Kelley, Scott Mechlowicz, Trevor Morgan, Josh Peck, Carly Schroeder – Mean Creek
„Diese jungen Schauspieler haben sämtlich uneitle Darstellungen präsentiert, die so überzeugend auf einander abgestimmt sind, dass es unmöglich wurde, eine von ihnen aus dieser außergewöhnlichen Gesamtleistung herauszulösen.“